# Лопушь
Ло́пушь (в старину также Лопошь, Лопашь, Лопуша) — село в Выгоничском районе Брянской области. Расположено у южной окраины пгт Выгоничи, на правом берегу Десны. Население — 1190 человека (2020).
Имеется отделение связи, сельская библиотека.

## История
Впервые упоминается в «Литовской метрике» под 1498 годом, как «селище» с населением 6 человек. Первоначально входило в Брянский уезд (с XVII века — в составе его Подгородного стана). С 1620-х упоминается как село с храмом Афанасия и Кирилла (не сохранился). Бывшее владение Брусиловых, Толбузиных, Панютиных, в XIX веке — также Безобразовых, Масловых, Репиных и др.
С последней четверти XVIII века до 1924 года село входило в Трубчевский уезд (с 1861 — в составе Уручьенской волости). В 1898 году была открыта церковно-приходская школа.
В 1924—1929 в Выгоничской волости Бежицкого уезда; с 1929 в Выгоничском районе, а в период его временного расформирования — в Брянском (1932—1939, 1965—1977), Почепском (1963—1965) районе. До 2005 года являлось центром Лопушского сельсовета.

## Известные уроженцы
- Грибачёв, Николай Матвеевич (1910—1992) — писатель, Герой Социалистического Труда.

## Достопримечательности
- У юго-западной окраины села — городище раннего железного века.